# Škornji UGG
Škornji ugg (včasih imenovane uggs) so znani v Avstraliji in Novi Zelandiji, kot unisex stil ovčje kože škorenj. Ta je običajno sestavljen z dvojnim obrazom ovčje kože s flisom na notranji strani, s strojeno zunanjo površino in sintetičnim podplatom. Škornji Ugg izvirajo iz Avstralije, sprva kot utilitaristična obutv, so jo nosili zato, da jim je bilo toplo. Pogosto so jih obuvali deskarji v letu 1960. Leta 1970 so bili te škornji uvedeni kot kultura surfanja v Veliki Britaniji in v Združenih državah Amerike s strani lokalnih deskarjev, ki so se vračali iz tekmovanj v deskanju v Avstraliji. Ugg škornji so se pojavili kot modni trend v ZDA v poznih 1990-ih in kot svetovni trend v sredini leta 2000. V Avstraliji so jih nosili predvsem kot copat in pogosto povezan z "daggy" modni čut, in "Bogan" kulturo. Tu je prišlo do spora med nekaterimi proizvajalci škornjev Ugg, ali je "Ugg" zaščitena blagovna znamka ali generični izraz in zato ne more biti zavarovana kot blagovna znamka. V Avstraliji in Novi Zelandiji, kjer se izraz šteje generično je več kot 70 registriranih blagovnih znamk Ugg z različnimi logotipi in modeli  Nasprotno je Ugg dobro znana blagovna znamka izdelana na Kitajskem, ki ima svojo sedež v Kaliforniji kot California Deckers Outdoor Corporation, z registrirano blagovno znamko v več kot 130ih državah po vsem svetu, vključno z ZDA, Veliko Britanijo, Kanado in v vseh državah članic Evropske unije, in na Kitajskem . Omembe vrednih proizvajalcev vključno DECKERS, ki ima menda 95% svetovnega tržnega deleža, so še Luda Productions v Avstraliji, ki ima približno 75% tržnega deleža v Avstraliji; EMU Avstralije Empire Ugg škornje; Blue Mountains Ugg škornje; Mortels ovčja tovarna, BEARPAW ; uggs-N-Preproge, Binder Corporation in Westhaven Industries. 

## Zgodovina
Začetki UGG škorenjev slog in izraz "UGG" so sporni, s trditvami Avstralije in Nove Zelandije, ki trdijo, da so oni izumili stil obutve. Škornji iz ovčje kože so začeli biti prepoznavni na podeželju v Avstraliji v letu 1920, točni začetek komercialne proizvodnje pa ni znan. Ti so bili po navedbah izdelani leta 1933. Izdelali so jih Blue Mountains Ugg v New South Wales. Lastnik ovčje tovarne Frank Mortel je izjavil, da se je začela proizvodnja škornjev v poznih 1950-ih, in jih je poimenoval "ugg škornji", ko jih je leta 1958 njegova žena komentirala, da so bili prvi par, ki ga je naredil "Ugly". Shane Stedman, srfer iz Avstralije je navedel v intervjujih, da je izumil škornje UGG leta 1971. Stedman registrirana blagovna znamka "fuj čevlji" v Avstraliji leta 1971, je leta 1982 zabeležila logotip, ki vsebuje stilizirano sonce z besedami "UGG Avstralija". Perth ovčje kože škornje proizvajalci Bruce in Bronwyn McDougall od uggs-N-Preproge so izdelali škornje v poznih 1970-ih. Verjeli so, da so izrazi ugg škornji, fuj škornji. Ugg škornji so bili uporabljeni za opis škornjev iz ovčje kože v Avstraliji in Novi Zelandiji v poznih letih 1950.   Nekateri izkazi pričajo, da je izraz izpeljanka iz prejšnjih varijacij, kot so "Fug čevlji", ki so jih nosili piloti med drugo svetovno vojno. Leta 1970 viden pojav oglaševanja z uporabo izrazov in Macquarie slovar avstralskega jezika prvič je vključevalo opredelitev za "UGG boot" kot splošen izraz za škornje z ovčje kože v njeni izdaji leta 1981. (Po pritožbi Stedmana na uredništvo Macquariea, je bil zapis blagovna znamka dodan v poznejših izdajah kjer navaja, da je "Ugh" blagovna znamka. Leta 1960 so Ugg škornji postali priljubljena možnost za deskarje, ki so nekoč škornje uporabljal za ohranitev toplote svojih nog. Po prepovedi uporabe v kinodvoranah v Sydneyju, so ugg škornji in razparan jeans, postali nekoliko priljubljeni na trgu mladine kot znak upora .

### Mednarodne prodaje
Deskanje je pomagalo popularizirati škornje izven Avstralije in Nove Zelandije. Oglasi za avstralske škornje z ovčjo kožo, ki se oglašujejo kot "ugg škornji" so se prvič pojavili v kalifornijskih surf revijah leta 1970. Do sredine leta 1970 je nekaj surf trgovin v Santa Cruzu, Kaliforniji in San Fernandu Valleyu prodajalo omejeno število Ugg škornjev, ki so jih lastniki trgovin kupili med obiskom deskarskih dogodkov v Avstraliji. Leta 1978 je Western Avstralski proizvajalec škornjev iz ovčje kože oglaševal škornje izven Avstralije.
Proizvajalec čevljev »Hide & Feet« v Newqayu, Cornwall je začel s proizvodnjo Ugg škornjev leta 1973, in leta 1990 Nick Whitworth in njegova žena Kath, sta kupila podjetje in registrirala »UGG« kot blagovno znamko v Veliki Britaniji. Zaradi vse večje priljubljenosti in prodaje, je leta 1991 podjetje spremenilo svoje ime v  »The Original Ugg Co.« Leta 1999 je Whitworth prodal ime podjetja in Britansko UGG blagovno znamko, podjetju Deckers Outdoor Corporation, svoje podjetje pa preimenoval v Celtic Sheepskin Company. Do leta 1994, je UGG škornjem zrastel status med deskarji v Kaliforniji z 80% prodaje in v južni Orange County , kjer se je Ugg Holdingsu prodaja povečala 60% na prejšnjo sezono. Smithovi Ugg škornji so kasneje dobili mednarodno prepoznavnost, ko so jih nosile ameriške olimpijske reprezentance v Lillehammerju za zimske olimpijske igre 1994. Avstralski proizvajalci so opazili povečanje izvoza škornjev iz ovčje kože v Združene Države, čeprav je Ugg Holdings obdržal 80% tržni delež. Do konca leta, je dežela usnja odprla svojo lastno trgovino v Redond Beachu za pospeševanje širitve blagovne znamke od uveljavljenja na deskarskem trgu v redne prodaje obutve in Ugg Holdings je začel s pridobivanjem Ugg škornjev neposredno od Jackson's Tannery, ki se je preimenovala v EMU Avstralija. V začetku leta 1995, je Smith napredoval blagovno znamko UGG AUSTRALIJA, na Rush Limbaugh oddaji, ki je spodbudilo prodajo medtem, ko je znamka pridobila nadaljnjo prepoznavnost, ko so jo začeli nositi San Diego Chargersi. Po mnenju trgovcev, ni bila samo obutev, ki je pritegnila potrošnike, ampak ker so bili "izdelani v Avstraliji" so bili škornji unikaten izdelek na voljo samo v Avstraliji in avstralski izdelki so bili v tistem času zelo priljubljeni.
V avgustu 1995 je Smith prodal Ugg Holdings podjetju Deckers Outdoor Corporation za 14.600.000$. V letu 1996 so Deckersi registrirali razne blagovne znamke za »UGG« v ZDA.. Leta 1999 je Ruth Davis, podpredsednik trženja za Deckers Outdoor Corp dejal v intervjuju; »V Avstraliji je veliko ovc in UGG je generični izraz za obutev iz ovčje kože. Uspelo nam je ime blagovne znamke v Združenih državah Amerike .
Na splošno se škornji nosijo za toploto in udobje. Avstralski UGG škornji niso nikoli bili v modi v svoji državi. Blagovna znamka UGG Deckers se je pojavila kot modni trend v ZDA, in sicer z ukrepi Deckersa, da bi jo spodbujali kot visoko modno blagovno znamko. Deckers so zbrali overitve od znanih osebnosti, kot so Kate Hudson, Sarah Jessica Parker,  in s promocijskim prikazovanjem izdelkov v televizijskih serijah, kot so Sex and the City, in filmih, kot Raising Helen.  Ta tržna kampanja »je privedla do eksponentne rasti priljubljenosti blagovne znamke in prepoznavnosti. Oprah Winfrey je prejela brezplačen par, ko je potrdila sodelovanje z Deckers; nato pa kupila 350 parov za njeno osebje in končno izrazila UGG blagovno znamko kot eno od njenih "najljubših stvari" na njeni televizijski pogovorni oddaji leta 2000. Podjetje poroča o 689 milijonov dolarjev prodaje UGG leta 2008, skoraj 50-kratno povečanje od leta 1995, do leta 2012, je bila svetovna prodaja od Deckers UGG škornjev nad 630.000.000$ ameriških dolarjev letno, s 95% tržnim deležem . 

## Dizajn-oblikovanje
Ugg škornji so narejeni iz ovčjih kož in flisa. Nekateri ugg škornji imajo sintetični podplat, običajno narejen iz etilen-vinil acetata ali (EVA). Šiv je pogosto viden na zunanji strani čevlja. Med naravne izolacijske lastnosti ovčje kože daje izotermične lastnosti škornju: debel flis na notranjem delu škornja
in tako omogočajo kroženje zraka, obdrži noge pri telesni temperaturi in omogoča škornjem obdržati noge tople v hladnem vremenu in jih hladi v vročem vremenu. Prvotni načrt škornja je v naravni rumenorjavi ovčji koži, približno 25cm v višino, z zaobljenimi zgornjim delom. Nekatere različice ugg sloga škornjev so narejene tudi iz kengurujevega krzna in usnja. Obstajajo tudi sintetični škornji. Čeprav so nekateri v industriji zasmehovani kot "ponaredek", je njihova nižja cena privlačna velikim trgovskim verigam.

### Kritika aktivistov za pravice živali
Ker je eden izmed mnogih izdelkov in oblačil, narejenih iz živalske kože, je proizvodnja ugg škornjev bila predmet kritik s strani gibanja Osvoboditev živali. V desetletju, začetem v letu 2000, skupina je pozvala k bojkotu ugg škornjev in njihovo nadomestitev z drugimi možnostmi, ki niso narejene iz živalske kože. V letu 2007, Pamela Anderson, zavedajoč se, da so ugg škornji narejeni iz kože, je zapisala na svoji spletni strani: »Mislila sem, da so bile obrite vljudno?«. Ljudje bi mi radi povedali to že ves čas odkar sem začela ta trend- auč! No pa začnimo na novo – ne kupujte Uggs!  Kupi Stella McCartney ali sočne škornje. V februarju 2008 je Društvo Princeton Animal protestiralo proti industriji krzna, posebej napadajo industrijo UGG škorenjev. »Študenti so se ulegli na novo zapadli snega na Frist Campus Centeru North na travnik pred šolo v petek popoldne, hlinili so smrt in nosil plašče pokrite z lažno krvjo in športne znake na katerih je pisalo," Kaj pa, če so bili ubiti za vaš plašč?"  
Leta 2009 je ameriški koncern izpostavil zaskrbljenost, da je lahko redno nošenje ugg škornjev škodljivo za zdravje stopala zaradi pomanjkanja podpore stopalnega loka.

## Spori glede blagovne znamke
Trgovska oznaka imena UGG je bila predmet spora v več državah. Deckers Outdoor Corporation je zmagal v takšnih sporih v Združenih državah Amerike, na Nizozemskem in v Turčiji. V Avstraliji in na Novi Zelandiji je »ugg« generičen izraz in blagovna znamka "Ugh-Boots" je bila izbrisana iz registra blagovnih znamk. Zunaj Avstralije in Nove Zelandije je UGG registrirana blagovna znamka Deckers Outdoor Corporation.